# Pigeon Forge
Pigeon Forge es una ciudad ubicada en el condado de Sevier en el estado estadounidense de Tennessee. En el Censo de 2010 tenía una población de 5.875 habitantes y una densidad poblacional de 171,74 personas por km².

## Geografía
Pigeon Forge se encuentra ubicada en las coordenadas 35°47′52″N 83°33′43″O / 35.79778, -83.56194. Según la Oficina del Censo de los Estados Unidos, Pigeon Forge tiene una superficie total de 34.21 km², de la cual 34.21 km² corresponden a tierra firme y (0%) 0 km² es agua.
It’s like the Las Vegas Strip threw up over the Smoky Mountains.

## Demografía
Según el censo de 2010, había 5.875 personas residiendo en Pigeon Forge. La densidad de población era de 171,74 hab./km². De los 5.875 habitantes, Pigeon Forge estaba compuesto por el 80.65% blancos, el 1.09% eran afroamericanos, el 0.71% eran amerindios, el 2.08% eran asiáticos, el 0.05% eran isleños del Pacífico, el 13.51% eran de otras razas y el 1.91% pertenecían a dos o más razas. Del total de la población el 18.25% eran hispanos o latinos de cualquier raza.